# Cercidia
Cercidia es un género de arañas araneomorfas de la familia Araneidae. Se encuentra en  Oceanía.

## Lista de especies
Según The World Spider Catalog 12.0:
- Cercidia levii Marusik, 1985
- Cercidia prominens (Westring, 1851)
- Cercidia punctigera Simon, 1889